# Riedelia bismarcki-montium
Riedelia bismarcki-montium är en enhjärtbladig växtart som beskrevs av Karl Moritz Schumann. Riedelia bismarcki-montium ingår i släktet Riedelia och familjen Zingiberaceae. Inga underarter finns listade i Catalogue of Life.